# Iluta Gaile
Iluta Gaile (ur. 10 grudnia 1968 w Kiesiu) – łotewska saneczkarka startująca również w barwach ZSRR, czterokrotna olimpijka (1992, 1994, 1998, 2002), brązowa medalistka Zimowych Igrzysk Dobrej Woli 2000, polityk.
W 1988 i 1999 roku zajęła trzecie miejsce w mistrzostwach ZSRR w saneczkarstwie. W 1988 roku została również mistrzynią Łotewskiej Socjalistycznej Republiki Radzieckiej. W lutym 1989 roku zajęła 17. miejsce w rywalizacji jedynek na mistrzostwach świata w Winterbergu. W grudniu tego roku w Siguldzie po raz pierwszy i jedyny w karierze stanęła na podium zawodów Pucharu Świata. Zajęła wówczas trzecie miejsce, przegrywając z Juliją Antipową i Daną Riedel.
W styczniu 1990 roku była ósma na mistrzostwach Europy w Innsbrucku. W 1990 roku została wicemistrzynią ZSRR. W styczniu 1992 roku w zawodach tej samej rangi, mistrzostwach rozegranych w Winterbergu, zajęła jedenaste miejsce. W lutym 1992 roku po raz pierwszy w karierze wystąpiła na zimowych igrzyskach olimpijskich. W Albertville zajęła 15. miejsce w rywalizacji jedynek.
Wystąpiła na mistrzostwach świata w Calgary w lutym 1993 roku. W konkurencji jedynek zajęła 17. miejsce. Wystartowała również w sztafecie, w której łotewska drużyna, w skład której poza Gaile weszli Anna Orlova, Agris Elerts, Roberts Suharevs, Aivars Polis i Aivis Švāns, sklasyfikowana została na szóstej pozycji.
W styczniu 1994 roku wzięła udział w mistrzostwach Europy w Schönau am Königssee, zajmując jedenaste miejsce indywidualnie i czwarte w sztafecie, wspólnie z Dairisem Leksisem, Jurisem Vovčoksem, Agrisem Elertsem i Anną Orlovą. W lutym tego roku wystąpiła na igrzyskach olimpijskich w Lillehammer, podczas których była siedemnasta w jedynkach. W 1994 roku zdobyła pierwszy w karierze tytuł mistrzyni Łotwy w saneczkarstwie.
W styczniu 1997 roku zajęła 16. miejsce na mistrzostwach świata w Innsbrucku.
W styczniu 1998 roku uczestniczyła w mistrzostwach Europy w Oberhofie, podczas których była ósma w jedynkach i czwarta w sztafecie (wraz z Anną Orlovą, Guntisem Rēķisem, Jurisem Timšānsem, Jurisem Vovčoksem i Mārisem Lēģerisem). W lutym tego samego roku wzięła udział w igrzyskach olimpijskich w Nagano, na których zajęła czternaste miejsce w rywalizacji jedynek. W 1998 roku po raz drugi została mistrzynią Łotwy w jedynkach kobiet.
W styczniu 1999 roku zajęła jedenaste miejsce na mistrzostwach świata w Schönau am Königssee. Sezon 1998/1999 ukończyła na siódmym miejscu w klasyfikacji generalnej Pucharu Świata, sześciokrotnie plasując się w czołowej dziesiątce zawodów.
W styczniu 2000 roku wystąpiła na mistrzostwach Europy w Winterbergu, podczas których dwukrotnie uplasowała się na siódmym miejscu – w jedynkach i sztafecie (wraz z Sandrisem Bērziņšem, Ivarsem Deinisem i Mārtiņšem Rubenisem). W 2000 roku zdobyła trzeci w karierze tytuł mistrzyni Łotwy.
Na początku lutego wystartowała również na mistrzostwach świata w Sankt Moritz, zajmując dziewiąte miejsce w jedynkach i dziesiąte w sztafecie (z Dairisem Leksisem, Robertsem Suharevsem i Mārtiņšem Rubenisem). 18 lutego zdobyła brązowy medal w rywalizacji jedynek podczas Zimowych Igrzysk Dobrej Woli 2000 w Lake Placid. W zawodach tych przegrała tylko z Niemkami Sylke Otto i Silke Kraushaar. W Pucharze Świata w sezonie 1999/2000 sklasyfikowana została na szóstej pozycji, zajmując w poszczególnych zawodach miejsca kolejno: jedenaste, dwukrotnie piąte, szóste, dziesiąte i dwukrotnie siódme.
W lutym 2001 roku zajęła ósme miejsce w rywalizacji jedynek podczas mistrzostw świata w Calgary. W klasyfikacji generalnej Pucharu Świata w sezonie 2000/2001 zajęła piąte miejsce. W poszczególnych zawodach plasowała się kolejno na miejscach: czwartym, dwukrotnie szóstym, dziewiątym, piątym, ósmym, trzynastym i szóstym.
W styczniu 2002 roku była dziewiąta na mistrzostwach Europy w Altenbergu. W lutym po raz czwarty w karierze uczestniczyła w zimowych igrzyskach olimpijskich, startując w Salt Lake City. W konkurencji jedynek uplasowała się na najwyższym w karierze w zawodach tej rangi, dziesiątym miejscu. W Pucharze Świata w sezonie 2001/2002 zajęła dziewiąte miejsce na koniec sezonu, ex aequo z Austriaczką Veroniką Halder. W zawodach w Oberhofie była ósma, w Calgary, Königssee i Igls dziewiąta, w Lake Placid i Siguldzie dziesiąta, a w Winterbergu piętnasta.
W 2003 roku zakończyła karierę sportową i jednocześnie zaczęła karierę w polityce, zapisując się do Partii Ludowej (TP, łot. Tautas partija). Z listy tej partii wystartowała w 2005 roku w wyborach samorządowych. Początkowo nie została wybrana do rady miejskiej w Rydze. Do rady dołączyła w czerwcu 2006 roku, po śmierci wcześniej wybranego Jānisa Freimanisa.